# 子供の頃のジョヴァンニ・デ・メディチの肖像
『子供の頃のジョヴァンニ・デ・メディチの肖像』（こどものころのジョヴァンニ・デ・メディチのしょうぞう、伊: Ritratto di Giovanni de' Medici bambino, 英: Portrait of Giovanni de' Medici as a Child）は、ルネサンス期のフィレンツェの画家アーニョロ・ブロンズィーノが1545年ごろに制作した絵画である。油彩。初代トスカーナ大公コジモ1世・デ・メディチと大公妃エレオノーラ・ディ・トレドの四男ジョヴァンニ・デ・メディチを描いている。現在はフィレンツェのウフィツィ美術館に所蔵されている。

## 人物
ジョヴァンニ・デ・メディチは、1543年9月29日にトスカーナ大公コジモ1世と大公妃エレオノーラとの間に生まれた。ローマ教皇ピウス4世はメディチ家と緊密な関係を結び、教皇就任後すぐの1560年1月31日に、当時17歳であったジョヴァンニを枢機卿に就任させた。1561年、ジョヴァンニはピサ大司教に任命されたが、若かったため叙階は受けなかった。1562年の秋、ジョヴァンニは母エレオノーラや弟のガルツィアとともに、マレンマ・ピサーナへ旅行した。ところが彼らはその最中にマラリアにかかり、回復しないまま死去した。ジョヴァンニが死去したのは同年11月20日である。わずか19歳であった。

## 作品
ブロンズィーノはゴシキヒワを抱いた幼児のジョヴァンニ・デ・メディチを描いている。肖像画は幼児の年齢に基づいて1544年から1545年の間に描かれた。おそらく生後18か月ごろにあたる。ジョヴァンニはピンク色のダブレットを着ており、細部まで丁寧に塗られている。幼児はキリスト教の象徴であるゴシキヒワを手に持ち、微笑みながら鑑賞者を見つめている。ゴシキヒワはアザミの種を食べるので、イエス・キリストの茨の冠と受難に関連づけられている。それはキリストに訪れる逃れられない磔刑の知識を表すために宗教画に現れる。首に紅珊瑚などの魔除けが吊るされた金の鎖を掛けている。オウィディウスの『変身物語』の中で、珊瑚はメドゥーサの首によって石となった海藻と述べられているが、地中海産の紅珊瑚は病を癒したり、邪眼をそらせる効能があると信じられていた。そのため古代ローマや中世を通じて魔除けとして子供の首にかけられた。
遠くから世界を眺めているモデルを描写したブロンズィーノの他の貴族的な肖像画とは異なり、ジョヴァンニの肖像画は生き生きとしていて魅力的である。多くの場合、コジモの他の子供たちの肖像画も大人と同じく感情のない表情で描かれている。子供らしい魅力はまったく出さず、とても真剣である。ほとんどの肖像画では、座っているモデルは身体をほぼ正面に向け、頭部を左にわずかに4分の3回転させている。モデルは鑑賞者を見つめ、背後の暗い背景は明確化されていない。しかしジョヴァンニの肖像画はまったく異なっている。ほぼ2歳の幼児を、形態学の正確な描写とともに、元気よく写実的に描いている。公爵の他の息子たちの肖像画とは異なり、膝上でトリミングされており、身体はわずかに左に傾きながらほとんど正面を向いている。ジョヴァンニは暗褐色のベンチに座り、背景の暗い緑色は赤珊瑚の護符およびダブレットのピンク色と対照的である。ぽっちゃりした顔と指で幼少期を自然に表現し、口からのぞく2本の乳歯や、頭部の上品な髪の房など、これらすべてが幼児の魅力的な表現をさらに高めている。
ジョヴァンニは生後1か月のとき、「美しくてふくよか」であり「楽園からやって来た天使のようだった」と言われた。1547年には、確かにこの魅力的な肖像画における彼の性格の描写と合っている「これまでで最も顔立ちが良く最も幸せな少年だった･･･」と記述された。古い目録ではコジモ1世の肖像、19世紀の目録ではガルツィアの肖像として記載されたが、今日では記録文書と図像の比較から一般的にジョヴァンニの肖像画と考えられている。
ジョヴァンニは17歳で枢機卿になった後、洗礼者ヨハネに扮した自身の寓意的な肖像画『洗礼者聖ヨハネ』（San Giovanni Battista）をブロンズィーノに描かせた。この作品は1560年ごろに制作された。

## 来歴
絵画は1545年3月21日にブロンズィーノに依頼され、同年5月8日に完成した。1958年と2010年に修復された。

## ギャラリー
ジョヴァンニ・デ・メディチを描いたブロンズィーノの他の作品

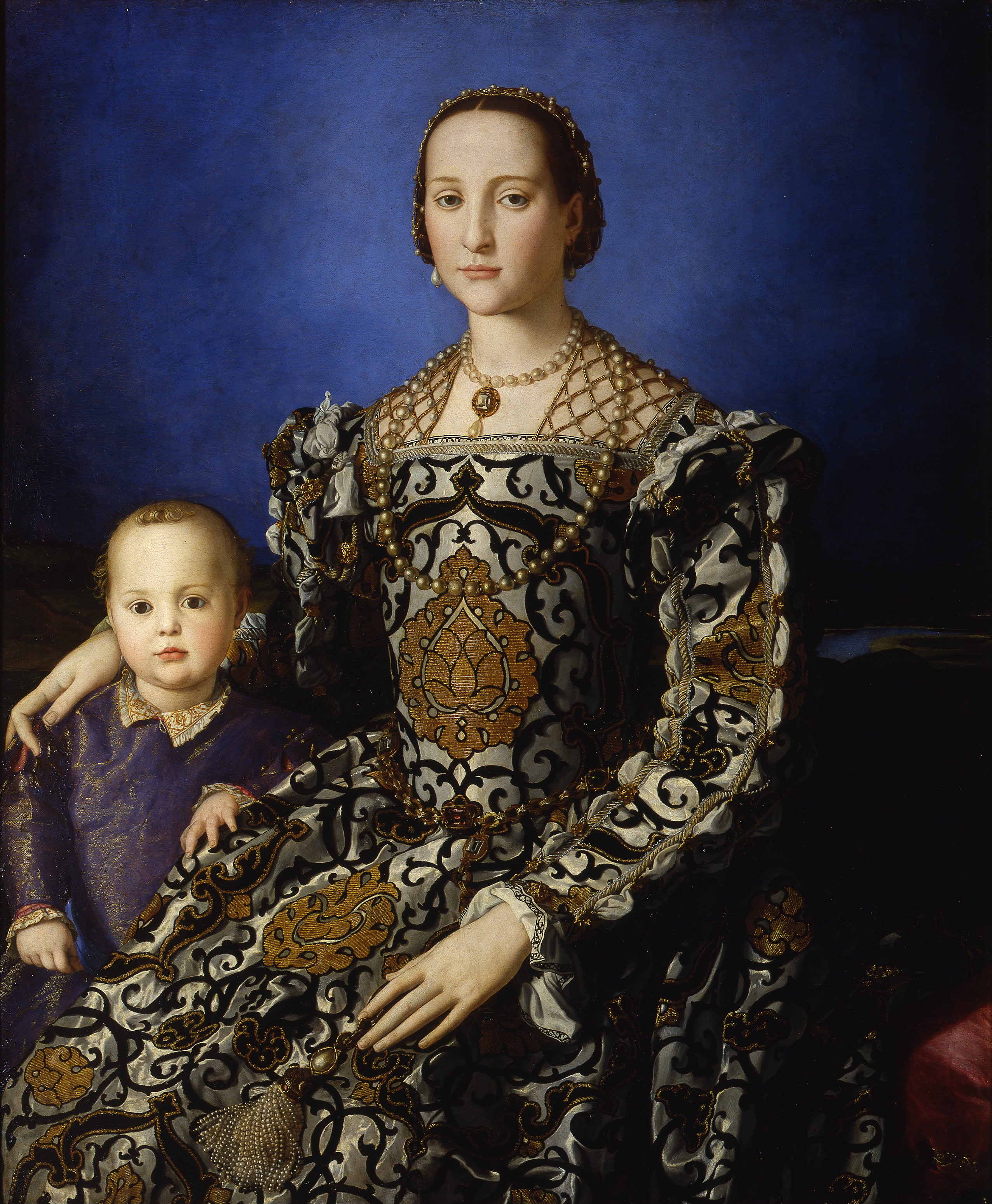
『エレオノーラ・ディ・トレドと息子ジョヴァンニ』1545年ごろ ウフィツィ美術館所蔵
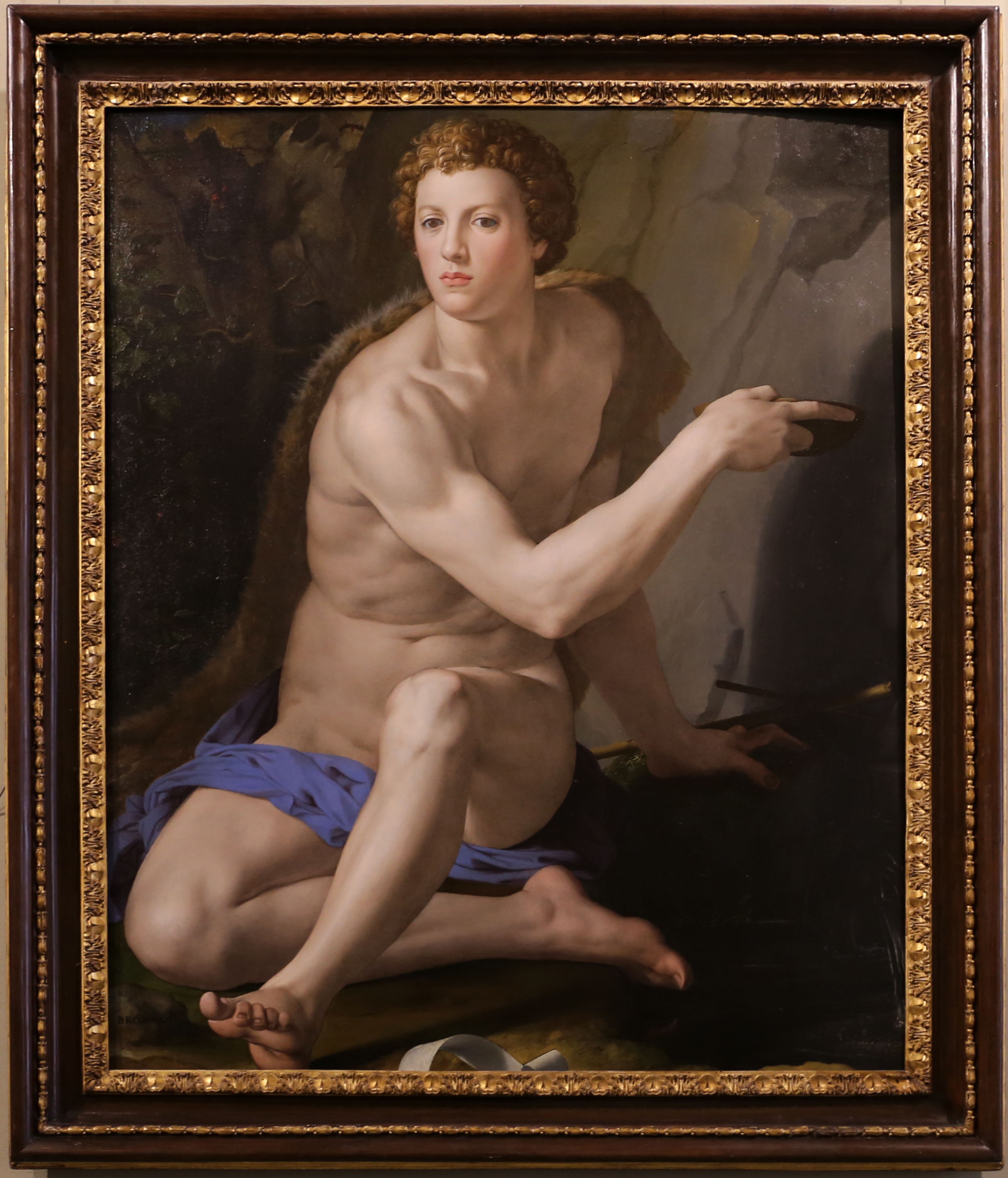
『洗礼者聖ヨハネ』1560年ごろ ボルゲーゼ美術館所蔵